# Caerau
Caerau är en community i Storbritannien.   Den ligger i kommunen Cardiff och riksdelen Wales, i den södra delen av landet, 220 km väster om huvudstaden London.
Caerau är en förort i västra delen av Cardiff.